# Pothos dzui
Pothos dzui är en kallaväxtart som beskrevs av Peter Charles Boyce. Pothos dzui ingår i släktet Pothos och familjen kallaväxter.
Artens utbredningsområde är Vietnam. Inga underarter finns listade.